# گرگ برگز
گرگ برگز (به انگلیسی: Greg Burgess) (زادهٔ ۱۱ ژانویهٔ ۱۹۷۲) شناگر اهل ایالات متحده آمریکا است.